# Region Południowy Morza Czerwonego
Region Południowy Morza Czerwonego (tigrinia: ዞባ ደቡባዊ ቀይሕ ባሕሪ, arab. منطقة البحر الأحمر الجنوب, Debub Kej Bahri) – jeden z 6 regionów administracyjnych Erytrei. Powierzchnia wynosi 27 600 km², a według szacunków na 2008 rok liczba mieszkańców wynosi ok. 346 tysięcy, co czyni ją najmniej ludnym regionem w Erytrei. Ośrodkiem administracyjnym jest miasto Assab.